# Seton

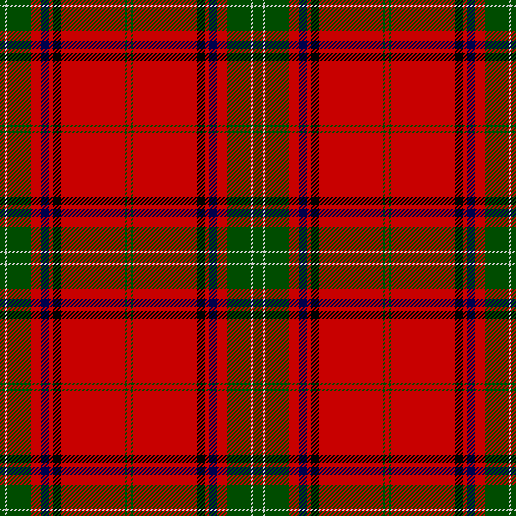
House of Seton Tartan som det beskrivs i Vestiarium Scoticum

Seton [Si:tn] är en urgammal skotsk adlig ätt Clan Seton, omtalad i dokument redan på 1100-talet.
Som familjens anfader räknas en flamländsk riddare, Seigneur (feodal titel motsvarande baron) de Lens av huset Boulogne, ättlingar till kejsar Karl den store, som från och med år 1066 deltog i Vilhelm Erövrarens fälttåg på de brittiska öarna. Riddaren Seigneur de Lens deltog i slaget vid Hastings år 1066 och erhöll efter erövringen av Skottland, omkring 1070, land i East Lothian, sydost om Edinburgh. Seigneur de Lens tog sedan namnet de Seton vilket sedan dess varit dennes ättlingars namn. Huset Seton är en klan erkänd av Court of the Lord Lyon i Edinburgh.

## Seton i Skottlands historia
- Philip de Seton, Baron of Wynchburgh, död efter 1177, "barnbarns barn" till Seigneur de Seton de Lens, erhöll år 1169 ett dokument av konung Vilhelm I av Skottland (William the Lion) i vilket egendomarna Seton, Winton och Wynchburgh bekräftades tillhöra honom. Egendomarna förblev i familjens ägo i mer än femhundra år. Dokumentet är ett av de äldsta bevarade i Skottland och är i privat ägo hos the Earl of Eglinton and Winton.
- Sir Christopher de Seton (c.1278–1306) var svåger till konung Robert the Bruce (senare Robert I av Skottland) och en av konungens närmaste män. Sir Christopher var närvarande när Robert the Bruce den 10 februari 1305 dödade sin rival till skotska kungatronen, John "Red" Comyn, i kyrkan Greyfriars i Dumfries. Sir Christopher skall själv vid detta tillfälle ha dräpt John Comyns farbror i tumultet som uppstod. Under slaget vid Methven 1306, räddade Sir Christopher sannolikt konungens liv då denne under striden förlorat sin häst. Robert the Bruce blev så när tillfångatagen av Sir Philip De Mowbray när den sistnämnde med ett hugg fälldes av Sir Christopher. Sir Christophers tvåhandssvärd som är ca 145 cm långt är ännu i familjens ägo. Under efterdyningarna av slaget vid Methven förråddes Sir Christopher av medlemmar ur klanen MacNab, vilka var lojala mot Comyn och föll i engelsmännens händer och avrättades under förödmjukande former år 1306 Dumfries. Robert the Bruce lät efter Sir Christophers död uppföra ett kapell till svågerns ära och minne. Av kapellet återstår endast några stenar som numera ingår som byggnadsmaterial i St Marys Greyfriars Church, vilken byggdes under 1800-talet på platsen där kapellet en gång stod. Sir Christopher är en av hjältarna i Nigel Tranters, The Bruce Trilogy (Coronet, 1989).
- Sir Alexander de Seton, Tempelherre, son till Sir Christopher, blev dubbad till riddare av konung Robert the Bruce före år 1302. Sir Alexander deltog i slaget vid Bannockburn den 24 juni 1314 vid vilket ca 9 000 skottar besegrade en engelsk expeditionskår om ca 30 000 man under befäl av kung Edvard II. Sir Alexander förfogade över viktiga underrättelser om engelsmännens moral och stridsvilja och red kvällen före slaget till konungens tält och uppmanade honom att anfalla kraftfullt i gryningen. Sir Alexander skall inför sina män på morgonen före anfallet uttalat "-Now’s the time and now’s the hour!" som odödliggjorts i Robert Burns poem över Bannockburn. Segern vid Bannockburn lade grunden till ett fritt och enat Skottland. Sir Alexander var en av undertecknarna av The Declaration of Arbroath, 6 april 1320, ställd till påven Johannes XXII, i vilket Skottlands självständighet utropades. Han var systerson till konung Robert the Bruce. Det var Sir Alexander som av Robert the Bruce erhöll, som ett erkännande på släktskapen med både franska och skotska kungahuset, den dubbla liljeinfattningen i rött som sedan dess omgärdat familjens vapensköld.
- Sir William Seton, Tempelherre, död 1410. Utnämndes år 1371 av konung Robert II av Skottland som förste riddare till Lord of Parliament of Scotland. Gift med Catherine St. Clair of Herdmanston. Han deltog i korståg och återvände från Jerusalem 1383.
- George Seton, 1:e lord Seton, död 1478, var gift med Margaret Stuart, sonsons dotter till konung Robert II av Skottland. Släktskapen med konungahuset gav familjen ökat inflytande.
- George Seton, 7:e lord Seton, tempelherre, född omkring 1530, död 1585, var en bland drottning Maria Stuarts mest trofasta vänner. Han förde henne till släktgodset Seton Palace efter mordet på hennes sekreterare italienaren David Rizzio 1566 och dit tog hon även sin tillflykt efter mordet på hennes andra make Lord Darnley 1567. Lord Seton tog 1568 emot henne på sitt slott Niddry Castle efter hennes flykt från Loch Leven Castle och togs till fånga då han kämpade i hennes armé vid Langside. Som skotsk ambassadör i Paris försökte han 1583 förgäves åstadkomma en diplomatisk fransk intervention för den fångna drottningens frigivande. Han är en av hjältarna i Sir Walter Scotts roman "Abboten". Han nämns ibland något förvillande som 5:e lord Seton, detta beror på att han var den femte i raden av Lord Seton med tilltalsnamnet George.
- Mary Seton, (1549-1615) dotter till George Seton, 6:e lord Seton, var en av Maria Stuarts uppvaktande "fyra Marior" (engelska The Four Marys: Mary Seton, Mary Livingston, Mary Beaton och Mary Fleming). Mary Seton hade uppfostrats tillsammans med Maria Stuart i Frankrike. 1561 följde hon sin drottning till Skottland och hjälpte henne 1568 att fly från Loch Leven Castle där Maria Stuart hölls fången. Mary S. delade sedermera drottningens fångenskap i engelska fängelser fram till 1583. Försvagad av sjukdom drog sig Mary S. sedan tillbaka till ett kloster i Reims.
- George Seton, 5:e earl av Winton (c. 1678–1749), tempelherre, deltog aktivt i 1715 års jakobitiska uppror varvid han blev tillfångatagen i samband med slaget vid Preston. Han sattes i fängelse i Towern, London och åtalades för landsförräderi. Han nekade till denna anklagelse men fälldes och dömdes till döden samt att förlora titlar och gods. Han lyckades fly från Towern och levde återstoden av sitt liv i Rom.
- Hugh Seton, 12:e baron av Touch och Tullibody, frimurare och Grand Master of the Grand Lodge of Scotland (1741-1742).

## Seton och Tempelherreorden
År 1127 möttes kung David I av Skottland och Hugo av Payens i Skottland och tempelherrarna erhöll landområdet Balantrodach vilket blev deras högkvarter i Skottland. Tempelherreorden upplöstes officiellt av påven den 22 mars 1312 i och med bannbullan Vox in excelso. I större delen av Europa hade tempelherreorden sedan den 13 oktober 1307 förföljts av Vatikanen och katolska kyrkan och de flesta avrättats eller tvingats fly. I Skottland däremot togs påvens order emot helt kallsinnigt av dåvarande regenten Robert I, sannolikt på grund av att han själv redan 1306 bannlysts av påven för att ha dödat John Comyn i en kyrka i Drumfries. Robert I torde även ha insett att hans position som regent var beroende av lojaliteten hos de riddare som var tempelherrar samt den militära förmågan dessa besatt som, enligt vissa källor, fällde avgörandet vid den osannolika segern vid Bannockburn 1314. Resultatet blev att tempelherreorden aldrig formellt upplöstes i Skottland. I Skottland tros tempelherreorden ha uppgått i malteserorden (som i stor utsträckning övertog dess landområden och förvaltning av dess byggnader) och utgjort rudiment för det tidiga frimureriet i Skottland. Bevis för en eventuell fortlevnad av tempelherreorden i någon form är svårt att hitta i dokument eftersom skotska arkiv systematiskt förstördes både av Edvard I och av Oliver Cromwell i försök att eliminera existensen av en skotsk stat i folks medvetande.
Överhuvudet för familjerna i husen Stewart, Sinclair och Seton ärvde titeln Senior Knights Templar. Dessa familjer ansågs dessutom vara representanter för den karolingiska blodslinjen som utgick från den frankiske kejsaren Karl den store.

## Klankonflikter under 14- och 1500-talen
Klanen Seton stred tillsammans med klanerna Oliphant, Gordon och Forbes för klanen Ogilvy i slaget vid Arbroath den 24 januari 1445.
1571 slöt klanen Seton upp bakom klanen Gordon i deras fejd mot klanen Forbes. Klanerna Leslie och Irvine slöt likaledes upp bakom Gordons och klanerna Keith, Fraser och Crichton anslöt till Forbes. Fejden hade pågått i århundraden och kulminerade i två fullskaliga slag 1571, slaget vid Tillieangus och slaget vid Craibstone.

## Namnet Seton i Sverige
Till släktgrenen Seton of Touch hörde köpmannen George Seton (1696–1786), som  kom till Sverige 1718.  Han naturaliserades 1785 som svensk adelsman jämte sin adoptiv- och systerson Alexander Baron (1738–1814), vilken vid naturaliseringen antog namnet Seton. Från den senare stammar den fortlevande svenska adelsätten Seton, nummer 2139.